# National First Division
La National First Division, nota anche come Motsepe Foundation Championship per ragioni di sponsorizzazione, è la seconda divisione del campionato sudafricano di calcio e secondo campionato calcistico per importanza in Sudafrica. Viene organizzato dalla Premier Soccer League, la lega che coordina anche la divisione superiore Premier Division.

## Formato

### 1996-1997
Il primo anno della NFD vide la divisione strutturarsi in 4 gironi a seconda dell'area geografica, le squadre si incontravano con gare di andata e ritorno. Le vincitrici di ogni girone si qualificavano al playoff per la promozione, un minicampionato a 4; le prime 2 classificate erano promosse in massima serie.

### Dal 1997 al 2004
La NFD si riorganizza in due soli gironi, Costa e Entroterra, con le squadre che si affrontano in un campionato classico con turni di andata e ritorno, le prime classificate dei due gironi sono promosse direttamente in massima serie.

### Dal 2004 al 2007
La divisione si unifica in un solo girone con andata e ritorno. La prima classificata accede direttamente alla massima serie, mentre la seconda, la terza e la quarta classificata, insieme alla penultima della Premier Division, accedono ai playoff, organizzati con semifinali e finale, tutte con turno di andata e ritorno. La vincente si qualifica per la massima serie della stagione successiva.

### Dal 2007 al 2011
La NFD si divide di nuovo in due, sempre la Costa e l'entroterra, con gironi da 8 squadre. I vincitori dei due gironi si incontrano in una 'finale' andata e ritorno, la vincitrice viene promossa. La squadra sconfitta accede a un mini torneo insieme alle seconde classificate dei 2 gironi e al club arrivato penultimo nella massima divisione. La vincitrice di questi play-off si qualifica alla Premier Division.
Qui di seguito la divisione tra Costa ed Entroterra:

Costa in arancione
- Eastern Cape
- KwaZulu-Natal
- Northern Cape
- Western Cape

Entroterra in rosso
- Gauteng
- Limpopo
- Free State
- Mpumalanga
- North West

### Dal 2011 ad oggi
La NFD si ripropone con una nuova struttura e nuove regole a partire dalla stagione 2011-12. Le nuove regole consistono nello schierare obbligatoriamente, in ogni momento durante le partite NFD:
- Minimo 5 giocatori sudafricani di età inferiore ai 23 anni.
- Massimo 3 giocatori stranieri.

La nuova struttura della lega è una reintroduzione del formato ad una divisione, utilizzato già dal 2004 al 2007. Ciò significa che i due precedenti gironi, divisi per aree geografiche, si uniranno in una divisione comune. Il vincitore dell'NFD otterrà la promozione automatica in PSL (sostituendo l'ultima classificata in massima serie). La seconda e la terza classificate si qualificheranno ai play-off in un mini girone all'italiana, insieme alla penultima della PSL. Il vincitore di questo playoff verrà promosso in PSL.
Le regole per la retrocessione / promozione tra la NFD e la Second Division rimangono più o meno invariate. Ciò significa che dopo ogni stagione, le due squadre con il punteggio più basso in NFD verranno automaticamente retrocesse nella serie inferiore. Viceversa, le due migliori squadre della Second Division verranno promosse in NFD, dopo un play-off tra i 9 vincitori provinciali.

## Storia
La prima seconda divisione non razziale del calcio sudafricano è stata istituita nel marzo 1987 col nome OK League. Questa lega era collegata alla NSL attraverso il sistema di promozione/retrocessione. Negli anni precedenti, dal 1978 al 1986, era già stata istituita una massima serie non razziale, dopo l'inclusione della NFL nella NPSL. In quegli anni però, pur esistendo già il sistema di promozione/retrocessione, le squadre retrocesse venivano ancora divise in squadre bianche o nere.
Nel 1996, con la nascita della Premier Soccer League, gli organizzatori sostituirono la precedente OK League con la nuova National First Division.
Oltre ad avere accordi migliori con gli sponsor, il cambiamento più significativo, sia al Primo che al Secondo Livello, fu cambiare la stagione calcistica in quella internazionale: il periodo settembre - maggio.
Il primo sponsor fu la Barclays Africa Group che sponsorizzò il campionato nel 1997 e nel 1998. Dal novembre 1998 fino alla fine della stagione 2000/2001, il campionato fu sponsorizzato invece dal Gruppo MTN, ma, dopo dei dissensi con la PSL (Orlando Pirates e Kaizer Chiefs non vollero partecipare alla Charity Cup, in quanto sponsorizzate dalla concorrenza della MTN: la Vodacom), si ritirò. La NFD non riuscì a trovare un nuovo sponsor fino a maggio 2004.
Dal 2004 al 2007 il campionato fu sponsorizzato dal magnate degli affari Tokyo Sexwale col suo Mvelaphanda Group e fu rinominato  Mvela Golden League .
Solo nel 2019 la First Division trovò di nuovo un nuovo sponsor, il GladAfrica Group, da qui il nuovo nome della divisione.

## Denominazioni
- Barclays Africa Group (1997-1998)
- Gruppo MTN (1998-2001)
- Mvela Golden League (2004-2007)
- GladAfrica Championship (2019-2023)
- Motsepe Foundation Championship (2024-)

## Albo d'oro
| Gironi    | Gironi              | Gironi               | Gironi                       | Gironi                    |
| Anno      | Ovest               | Natal/Est            | Nord                         | Sud                       |
|           | Vincitore           | Vincitore            | Vincitore                    | Vincitore                 |
| --------- | ------------------- | -------------------- | ---------------------------- | ------------------------- |
| 1996-97   | Santos              | African Wanderers    | Black Leopards               | Tembisa Classic           |
| Gironi    |                     |                      |                              |                           |
| Anno      | Costa               | Costa                | Entroterra                   | Entroterra                |
|           | Vincitore           | Secondo classificato | Vincitore                    | Secondo classificato      |
| 1997/98   | Seven Stars         | Michau Warriors      | Dynamos                      | Witbank Aces              |
| 1998/99   | African Wanderers   | Avendale Athletico   | Tembisa Classic              | Ria Stars                 |
| 1999/00   | Golden Arrows       | Avendale Athletico   | Ria Stars                    | Dynamos                   |
| 2000/01   | AmaZulu             | Park United          | Black Leopards               | Bloemfontein Young Tigers |
| 2001/02   | African Wanderers   | Avendale Athletico   | Dynamos                      | Silver Stars              |
| 2002/03   | AmaZulu             | Hellenic             | Silver Stars                 | Bloemfontein Celtic       |
| 2003/04   | Bush Bucks          | Avendale Athletico   | Bloemfontein Celtic          | Free State Stars          |
| Nazionale |                     |                      |                              |                           |
|           | Vincitore           | Secondo classificato | Terzo classificato           | Quarto classificato       |
| 2004/05   | Free State Stars    | Durban Stars         | Hellenic                     | Tembisa Classic           |
| 2005/06   | Wits University     | City Pillars         | Vasco da Gama                | Premier United            |
| 2006/07   | Free State Stars    | Winners Park         | Pretoria University          | Football Club AK          |
| Gironi    |                     |                      |                              |                           |
| Anno      | Costa               | Costa                | Entroterra                   | Entroterra                |
|           | Vincitore           | Secondo classificato | Vincitore                    | Secondo classificato      |
| 2007/08   | Maritzburg United   | Bay United           | Football Club AK             | Dynamos                   |
| 2008/09   | Carara Kicks        | FC Cape Town         | Jomo Cosmos                  | Mpumalanga Black Aces     |
| 2009/10   | Vasco da Gama       | Nathi Lions          | Black Leopards               | African Warriors          |
| 2010/11   | Bay United          | Thanda Royal Zulu    | Jomo Cosmos                  | Black Leopards            |
| Nazionale |                     |                      |                              |                           |
|           | Vincitore           | Secondo classificato | Terzo classificato           | Quarto classificato       |
| 2011/12   | Pretoria University | Chippa United        | Thanda Royal Zulu            | Blackburn Rovers          |
| 2012/13   | Polokwane City      | Santos               | Mpumalanga Black Aces        | Thanda Royal Zulu         |
| 2013/14   | Chippa United       | Black Leopards       | Milano United                | Baroka                    |
| 2014/15   | Golden Arrows       | Jomo Cosmos          | Black Leopards               | Thanda Zulu Royal         |
| 2015/16   | Baroka              | Highlands Park       | Mbombela United              | Witbank Spurs             |
| 2016/17   | Thanda Royal Zulu   | Black Leopards       | Stellenbosch                 | Royal Eagles              |
| 2017/18   | Highlands Park      | Black Leopards       | Jomo Cosmos                  | Real Kings                |
| 2018/19   | Stellenbosch        | Royal Eagles         | Tshakhuma Tsha Madzivhandila | Ajax Cape Town            |
| 2019/20   | Moroka Swallows     | Ajax Cape Town       | TTM                          | Real Kings                |

     Promosso in PSL
     Perdente play-off